# Première Nation de Ross River
La Première Nation de Ross River, officiellement le Ross River Dena Council ou encore le Conseil dena de Ross River, est une Première Nation (au sens de « bande indienne ») de l'est du Yukon, au Canada. Son centre principal se trouve à Ross River à la jonction de la route Robert Campbell et de la route Canol, près de la confluence de la rivière Pelly et de la rivière Ross. 
Première Nation d'origine ethnique kaska, la langue parlée originellement par les habitants de cette bande était principalement le kaska, bien que nombre de personnes de la Première Nation soit des locuteurs d'esclave. Elle est par ailleurs membre du Conseil tribal kaska.
Comptant en 2022, un total de 541 membres inscrits, dont 190 qui vivent hors du territoire traditionnel, la Première Nation poursuit des revendications territoriales au Yukon et dans le nord de la Colombie-Britannique. Elle ne bénéficie à ce jour d'aucune réserve indienne. 